# La Zoubida
Pour les articles homonymes, voir Zoubida.
Singles de Vincent Lagaf'
Bo le lavabo
(1990) Je veux des vacances
(1993)
La Zoubida est une chanson interprétée par Vincent Lagaf' et sortie en 1991. Le single est resté durant onze semaines à la première place du top 50 français de juillet à octobre 1991 et a été vendu à 625 000 exemplaires, recevant ainsi un disque de platine.

## Paroles et musique
Pour interpréter le titre, Lagaf' prend un accent maghrébin stéréotypé. La chanson raconte l'histoire d'une jeune fille, issue de l'immigration nord-africaine et prénommée Zoubida. Elle vit à Barbès et ses parents lui ont interdit d'aller au bal. Alors, elle est emmenée par son ami Mokhtar, « sur un scooter doré ». Malheureusement, comme Mokhtar a volé ce scooter, la police arrête les deux jeunes gens qui finissent la nuit au commissariat. 
La mélodie répétitive reprend celle de la chanson traditionnelle Le Pont de Nantes dont c'est une parodie musicale. Des chœurs répètent chaque phrase.

## Classement
Le single entre au top 50 le 1er juin 1991, à la 24e place. Il atteint rapidement la première place, le 20 juillet, et y reste pendant onze semaines (non consécutives), laissant en deuxième position Paul Young et Zucchero avec leur succès Senza una donna. La Zoubida reste au total 24 semaines dans le top 10 et quitte le top 50 le 24 janvier 1992, soit après 34 semaines de présence dans le top, ce qui constitue la plus grande longévité d'un titre sorti en 1991 dans le top 50,.
Le single a reçu un disque de platine de la part du SNEP pour avoir dépassé la barre des 500 000 ventes. Au total, ce sont 625 000 copies qui se sont écoulées, ce qui en fait le 331e meilleur simple de tous les temps en France.

## Controverse
La Zoubida a été l'objet d'attaques en raison de son fond raciste. Les clichés utilisés (l'accent, le scooter volé, les tenues et le tapis volant dans le clip, etc.) ont été critiqués. Ainsi en 1991, Yann Plougastel y voit une « une chanson débilo-raciste sur fond d'orientalisme de pacotille », puis en 1992, Didier Varrod la qualifie de « raciste » et « lepéniste » et son auteur d'« idiot et craspec ». En 1994, Patrice Delbourg décrit la chanson comme une « rengaine mongolo-xénophobe ». En 2002, l'ouvrage Muz hit.tubes d'Élia Habib fait mention de ces « clichés douteux ». En 2015, Vanity Fair place le clip dans son « florilège des clips les plus racistes ».
En 2008, Laurent Dubreuil remarque que l'imitation du parler maghrébin est « une habitude de chansonniers, de chanteurs comiques, franchement raciste en général », et il cite pour exemples On a fait la nouba chanté par Léon Montagné dans les années 1930, et La Zoubida.
En 2012, Bertrand Dicale compare La Zoubida à un autre titre sorti la même année, Auteuil, Neuilly, Passy des Inconnus, les deux chansons mettant en exergue un questionnement sur l'identité et le vivre-ensemble ; il estime qu'il n'y a qu'une seule des deux « qui soit restée un bon souvenir ». Il dresse également un parallèle avec le discours de Jacques Chirac du 19 juin 1991 sur « le bruit et l'odeur ».

## Dans la culture
- La chanson de Lagaf' a elle-même été parodiée par Les Inconnus dans un de leurs sketches. Didier Bourdon la reprend à la manière de The Cure en imitant le clip de Lullaby et sur la musique de Close to Me[13].
- La Zoubida sert de bande originale au jeu vidéo Les Aventures de Moktar, sorti en 1991 chez Titus Interactive.
- Le nom de Zoubida TV, la web TV créée par Cyril Hanouna en 2025 pour la diffusion de Touche pas à mon poste !, a été inspiré de ce titre[14].

## Remix
Le compositeur, Dimitri Yerasimos, reprend en 1991 La Zoubida pour un remix intitulé Version Aziz House Remix Dimitri qui est diffusé sur maxi 45 tours. La piste dure 8 min 2 s et reprend des thèmes très répétitifs : des répétitions de « Aziz » ou encore des passages non présents dans la version originale :

« Aziz house ! Ça c'est de la chanson ! Yeah, la jolie la musique, la jolie. Ouais, ouais, ouais, ouais, à la one again, à la one again. »